# Levicidaris
Levicidaris is een geslacht van uitgestorven zee-egels uit de familie Triadocidaridae.

## Soorten
- Levicidaris furlani Kier, 1984
- Levicidaris pfaifferi Kier, 1984
- Levicidaris zardinia Kier, 1977